# Пикулице (концентрационный лагерь)
Лагерь пленных № 4 в Пикулице (пол. Pikulice, укр. Пікуличі) — концентрационный лагерь в деревне Пикулице (Пикуличи) в Польской республике. С 1919 года по 1921 год польские власти содержали здесь значительное количество военнопленных из Рабоче-крестьянской Красной армии, часть которых погибла из-за голода, инфекционных заболеваний и жестокого обращения.

## История лагеря
Перед Первой мировой войной в деревне Пикулице, принадлежавшей в то время Австро-Венгрии, были построены военные казармы, относившиеся к Перемышльской крепости.
С 1919 года польские власти стали использовать три постройки бывшего казарменного хозяйства в качестве лагеря для военнопленных. До закрытия лагеря не позднее 1922 года, здесь находились военнопленные различных армий. Это красноармейцы, интернированные белогвардейцы из армии генерала Бредова, бойцы армии УНР и армии ЗУНР. В документе военного министерства Франции от 25.11.1921 г., приведённом в сборнике «Красноармейцы в польском плену 1919—1922 гг.», сообщается о предназначении лагеря в Пикулице и «для частей Петлюры».

Как следует из сентябрьского (30.09.1919) рапорта делегата санитарного департамента д-ра Окуневского, который лёг на стол польскому военному министру в декабре, помещения лагеря были не приспособлены для зимнего проживания:
Подавляющее большинство пленных размещено в конюшнях (кирпичных) артиллерии после предварительного оборудования в них нар. Это большие здания, освещаемые конюшенными окошечками, без оконных рам и печей, то есть совершенно не пригодные для размещения людей зимой.
7 ноября 1919 года представитель министерства военных дел сообщил на заседании комиссии польского Сейма, что в лагере пленных № 4 в Пикулице содержится 2036 «большевицких пленных», 699 пленных украинцев, 243 интернированных.

17-23 ноября 1919 года полковник медицинской службы д-р Родзиньский, посещавший лагерь, описал в своём отчёте тяжёлые условия содержания заключённых лагеря:
Численность пленных 3089… среди пленных большая часть большевики, меньшая — украинцы; интернированные гражданские — 262. В соответствии с перечисленными категориями пленные и интернированные размещены отдельно в кирпичных бараках или отремонтированных конюшнях, которые хорошо подходили бы для лагеря пленных, если бы своевременно были оборудованы рамами, окнами и печами, что, однако, сделано не было…Таким образом, лагерь, который при продуманном и рациональном переустройстве очень хорошо подошёл бы для размещения пленных — он несравнимо лучше, чем в Брест-Литовске, и даже лучше, особенно зимой, чем в Стшалково, — стал рассадником заразы, даже хуже, кладбищем пленных.
Там же Родзиньский указывает на ухудшенные условия содержания именно большевицкой части заключённых: 
Обмундирование пленных, особенно большевиков, ниже всякой критики. В то время как украинским пленным немного помогает местный украинский комитет, как одеждой, так и продовольствием, большевистские пленные этой опеки со стороны этого комитета не получают … эпидемия дизентерии, сыпного и возвратного тифа производит среди большевистских пленных страшное опустошение. Ежедневно умирает до 20 человек, обращаются за помощью до 100 больных, а еще 100 скрывается от врачебного осмотра.
По состоянию на 10 ноября 1920 года Министерство военных дел указывает в справке для Верховного командования, что общая численность пленных в лагере Пикулице составляет 822 человека (при наличии 4178 «свободных мест»).
25 ноября 1920 года датируется документ Военного министерства Франции «о лагерях военнопленных большевиков, украинцев и русских в Польше», согласно которому в лагере Пикулице содержится 2000 человек (с указанием общей вместимости в 4000). Такое большое различие с цифрами предыдущего, близкого по времени документа, может объясниться тем, что в первом документе не учтены люди, отправленные в т. н. «рабочих командах» трудиться далеко за пределы лагеря. Вместе с тем, характеристика всех 2000 человек — «для частей Петлюры» — может означать, что они все являются украинцами, то есть, «большевицких пленных» как таковых в лагере по какой-то причине уже не осталось.
Чуть позже, в декабре 1920 года сотрудник французской военной миссии в Польше Муррюо сообщает о наличии в лагере № 4 в Пикулице (Галиция) 1000 «пленных большевиков».
Наконец, в месяц окончания советско-польской войны, сводка № 40 Министерства военных дел Польши сообщает, что в лагере интернированных № 4 в Пикулице содержится 738 «большевицких пленных» из общей численности в 2485 человек, остальные пленные (1747 человек, включая 34 женщины и 12 детей), причислены к «петлюровцам».

## Пикулице через столетие
В деревне Пикулице остаётся воинское кладбище с могилами военнопленных периода советско-польской войны (в 1930-х было задокументировано не менее 178 индивидуальных захоронений).